# Život je román
Život je román (v originále La vie est un roman) je francouzský hraný film z roku 1983, který režíroval Alain Resnais. Snímek měl světovou premiéru dne 20. dubna 1983.

## Děj
V roce 1919 hrabě Forbek na svém zámku v ardenském lese nabízí svým hostům zážitek, který by je měl přivést do stavu trvalého štěstí. Cenou za to je naprosté uzavření, zapomenutí na minulost a převýchova smyslů, výběr všeho, co je harmonické.
V roce 1982 se ze zámku stane experimentální ústav. Schází se zde konference badatelů, aby si ujasnili metody a prostředky výchovy představivosti. Tři děti přitom vymyslí příběh ze středověku, v němž udatný princ vítězí nad tyranem pro štěstí svého lidu.

## Obsazení
| Vittorio Gassman         | Walter Guarini      |
| Ruggero Raimondi         | hrabě Michel Forbek |
| Geraldine Chaplinová     | Nora Winkle         |
| Fanny Ardant             | Livia Cerasquier    |
| Pierre Arditi            | Robert Dufresne     |
| Sabine Azéma             | Élisabeth Rousseau  |
| Robert Manuel            | Georges Leroux      |
| Martine Kelly            | Claudine Obertin    |
| Samson Fainsilber        | Zoltán Forbek       |
| Véronique Silver         | Nathalie Holberg    |
| André Dussollier         | Raoul Vandamme      |
| Guillaume Boisseau       | Frédéric            |
| Sabine Thomas            | Marie               |
| Bernard-Pierre Donnadieu | ředitel školy       |
| Rodolphe Schacher        | Pierre              |
| Jean-Louis Richard       | otec Jean Vatelet   |
| Lucienne Hamon           | Juliette Vatelet    |

## Ocenění
- César: nominace v kategoriích nejlepší herečka ve vedlejší roli (Sabine Azéma) a  nejlepší výprava (Jacques Saulnier)